# Jóičiró Kakitani
Jóičiró Kakitani (* 3. ledna 1990) je japonský fotbalista.

## Reprezentační kariéra
Jóičiró Kakitani odehrál 18 reprezentačních utkání. S japonskou reprezentací se zúčastnil Mistrovství světa 2014.

## Statistiky
| Japonsko | Japonsko | Japonsko |
| Roky     | Záp.     | Góly     |
| -------- | -------- | -------- |
| 2013     | 9        | 4        |
| 2014     | 9        | 1        |
| Celkem   | 18       | 5        |